# Argentins a Espanya

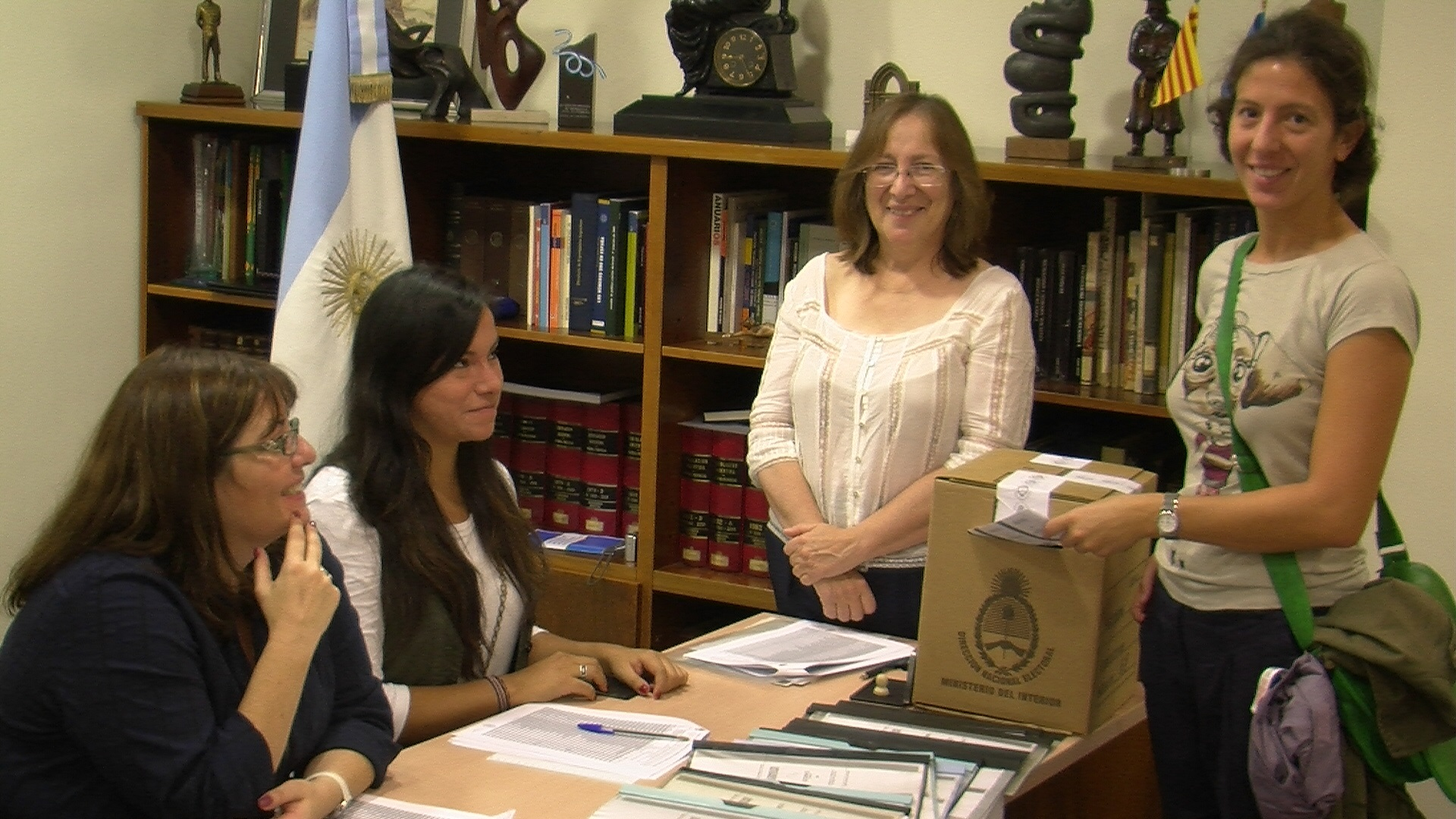
Eleccions argentines de 2011 al consolat de Barcelona.

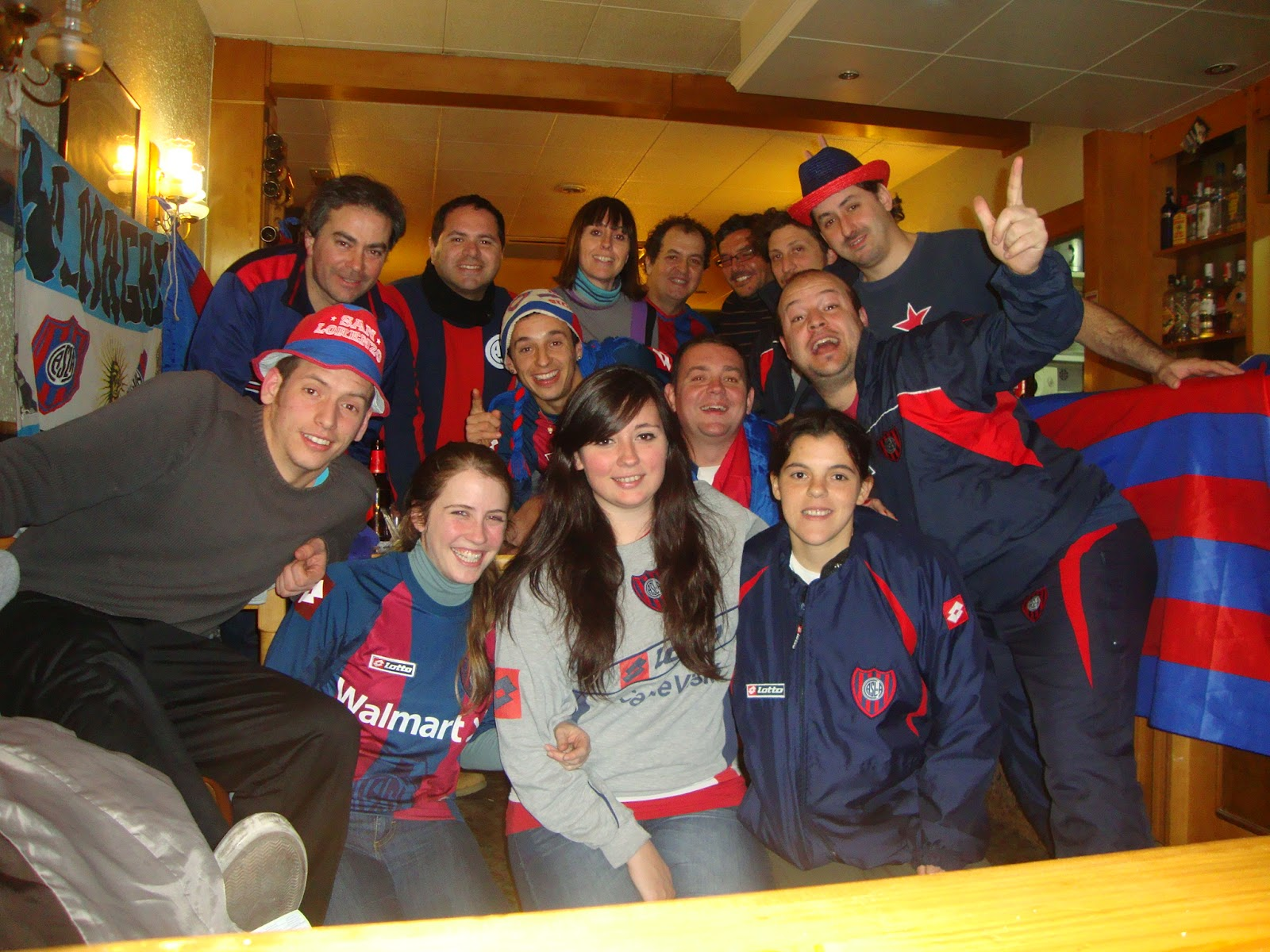
Simpatitzants del Club Atlético San Lorenzo de Almagro de Barcelona.

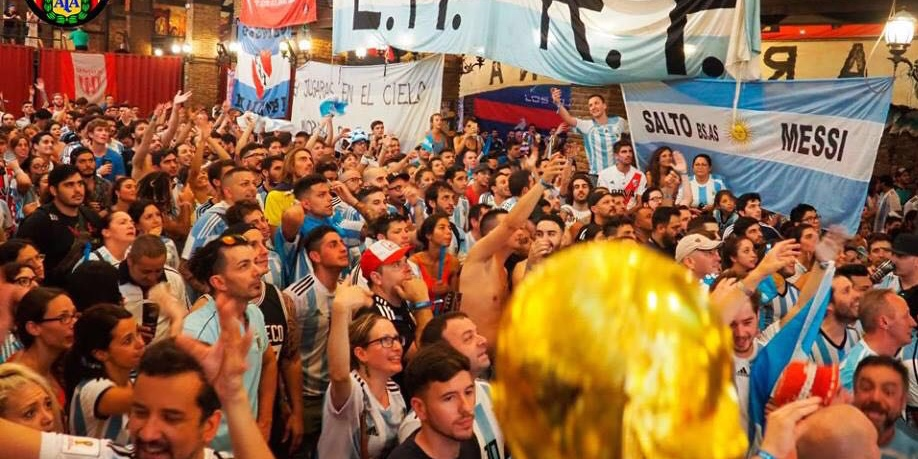
Filial Argentina a Barcelona, partit del mundial, Argentina vs Islandia, Barcelona, Ovella Negra.

Els argentins a Espanya són la congregació més gran d'argentins residents a l'exterior. l'Argentina és considerat, històricament, com un país receptor d'immigrants, sobretot durant el segle XX. Durant aquesta època predominaven la immigració espanyola i italiana, els qui van emigrar massivament escapant de la guerra i a la recerca de millors oportunitats econòmiques.
No obstant això, a conseqüència dels problemes polítics, socials i econòmics que van assotar el país durant l'inici dels anys 2000, molts argentins van optar per emigrar, principalment a altres països americans i a països d'on provenien els seus ancestres, entre ells Espanya.
Després de l'inici de la crisi a Espanya en 2008, el nombre d'argentins residents es va reduir. Alguns d'ells han tornat al seu país d'origen o han emigrat a tercers països, incloent altres països europeus, americans, Austràlia e Israel. Un dels principals motius és la impossibilitat d'aconseguir l'estatus social i el mateix nivell de vida que es tenia a l'Argentina durant la crisi; com així també la falta d'ocupació.
L'any 2019 cada vegada més joves argentins decideixen emigrar cap a Europa, i va ser Barcelona una de les ciutats favorites per a establir-se; això es deu a la crisi econòmica actual del país sud-americà, la hiperinflació, i la recuperació de l'economia espanyola en l'últim període.

El constant intercanvi migratori entre l'Argentina i Espanya té fonament en l'afinitat mútua i els llaços històrics, culturals, lingüístics i econòmics que uneixen als dos països. En 2018, la col·lectivitat argentina va constituir la tercera més nombrosa del col·lectiu llatinoamericà a Espanya.

## Història

### Onades (anys 1970-2008)
Les primeres onades d'argentins que van arribar a Espanya ho van fer durant la dècada de 1970, escapant de la dictadura militar. Una altra ona va arribar amb la crisi argentina de 1989. No obstant això, en anys recents van començar a fer-ho, cada vegada més, buscant noves oportunitats econòmiques. Segons el cens de l'any 2001, hi havia 6.647 argentins residint a Espanya, però va incrementar a 36.000 ciutadans provinents d'aquest país sud-americà que resideixen principalment en grans centres urbans i rurals de l'estat espanyol.
A conseqüència de la crisi econòmica argentina (1998-2002) es va incrementar la quantitat d'immigrants argentins fins a aconseguir una xifra d'aprox. 150.000. En la crisi de 2001 es va difondre en els mitjans de comunicació argentins la imatge de ciutadans fent fila en l'ambaixada espanyola en Buenos Aires, amb la finalitat de regularitzar la seva situació per a poder emigrar. Segons l'Enquesta Nacional d'Immigrants, el 89,2% dels argentins emigrats a Espanya ho va fer amb el seu grup familiar i el 61,2% amb fills menors de quinze anys.

### Retorn (2008-2016)
Cap a gener de 2013 habitaven a Espanya 270.419 persones nascudes a l'Argentina (incloent ciutadans espanyols). Això va significar un descens en comparació amb els 295.401 habitants registrats en 2008. Cap a 2010 es estiamaban uns 83.803 ciutadans argentins a Espanya. L'Institut Nacional d'Estadística d'Espanya va informar de 105.219 argentins en 2011, caient a poc més de 75.000 el 2015 i poc més de 71.000 habitants cap el 2016. Dels retornats, es troben tant adults majors com joves. En alguns casos sol han retornat alguns membres de la família, causant el fenomen denominat «famílies transnacionals», comunes en altres immigracions llatinoamericanes.
Científics argentins emigrats van tornar a l'Argentina durant la dècada de 2000 d'ara endavant gràcies al Plan Raíces promogut pel govern argentí, per a afavorir el retorn d'investigadors i científics expatriats. El 32% dels retornats de Europa provenia d'Espanya. No obstant això, a partir de l'any 2016, es torna a observar un lleuger repunt en la immigració d'argentins a Espanya.

## Evolució de l'empadronament
| Gràfica d'evolució de Argentins a Espanya entre 1998 i 2020 |
|                                                             |
| Dades de l'INE a 1 de gener de cada any.                    |

## Percepció de la immigració argentina a Espanya
Els immigrants argentins gaudeixen d'una percepció favorable entre els espanyols, d'acord amb estudis. Els seus atributs més valorats són, principalment, el seu alt nivell educatiu, la disposició per al treball i la seva facilitat per integrar-se amb els locals i construir amistats. Aquesta percepció positiva, així mateix, es fonamenta en l'ascendència predominantment europea dels argentins, majoritàriament espanyola i italiana, i la seva situació legal (molts s'han acollit a la doble ciutadania per criteri ius sanguinis). En el cas dels argentins hispanodescendents, els vincles familiars amb espanyols i la conseqüent informació brindada per ells van resultar favorables per reduir la incertesa al moment d'assentar-se a Espanya.
Així mateix, s'indica que els immigrants argentins tendeixen a identificar-se amb la societat espanyola que els acull i comparteixen els seus valors. Enquestes a immigrants argentins assenyalen el seu rebuig per establir-se en guetos (aïllament i convivència exclusivament amb els seus compatriotes) i la predisposició a integrar-se amb els locals. Això s'explicaria per l'heterogeneïtat constitutiva de la pròpia població argentina.
Encara que els immigrants argentins rebin un acolliment favorable per part dels espanyols, existeixen casos aïllats de discriminació, igual que ocorre amb altres immigrants pertanyents a col·lectivitats que també són percebudes positivament (ej: aquells provinents d'Europa de l'Est). A conseqüència de la desocupació crònica que afecta l'economia espanyola, la immigració també es veu afectada per la falta d'ocupació i la precarietat laboral.
S'han reportat casos de delinqüents argentins, alguns d'ells oriünds de la província argentina de Córdoba. El 2013 hi havia 199 ciutadans argentins en presons espanyoles. El periòdic argentí Clarín va assenyalar el cas de tres persones que van emigrar per a delinquir. Tanmateix, les estadístiques de 2017 assenyalen que el percentatge de reclusos argentins continua sent molt inferior comparat amb els d'altres nacionalitats
Alguna cosa que uneix als argentins a Espanya i alhora rivalitza és la seva gran passió pel futbol, a Espanya existeixen nombroses penyes futbolístiques de seguidors argentins, que des de la distància segueixen i encoratgen als seus equips.
La Penya Xeneize Boca Barcelona i La 12 representen el sentiment porteny. La Filial River Plate Barcelona, el dels milionaris. També hi ha penyes d'equips històrics com Independiente (Peña Roja Barcelona), San Lorenzo de Almagro (Cuervos de Barcelona), Racing de Avellaneda (Sub Filial Barcelona Racing Catalunya), Rosario Central (Rosario Central Catalunya), Huracán (Penya Huracán Barcelona), Belgrano (Penya de Belgrano a Barcelona), Lanús (Penya Granate Barcelona), Newell's Old Boys (Penya NOB Barcelona).

## Argentins destacats residents a Espanya

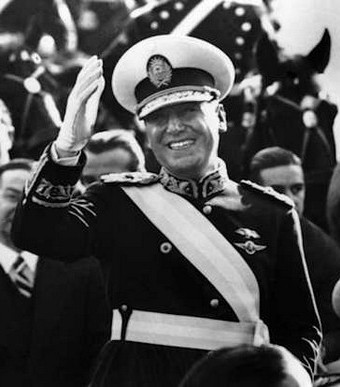
Juan Domingo Perón: polític que va viure durant el seu exili a Madrid.
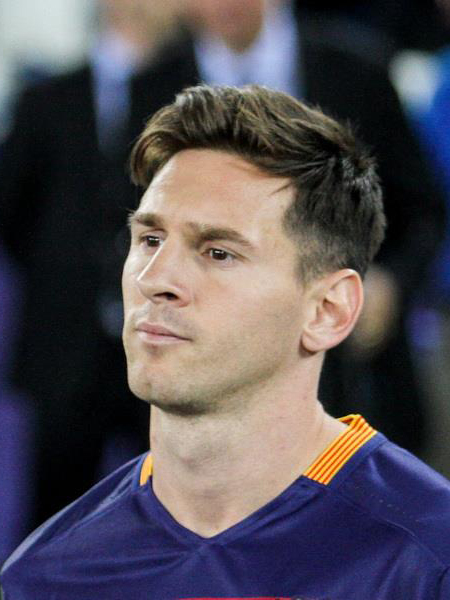
Lionel Messi: jugador del Fútbol Club Barcelona.
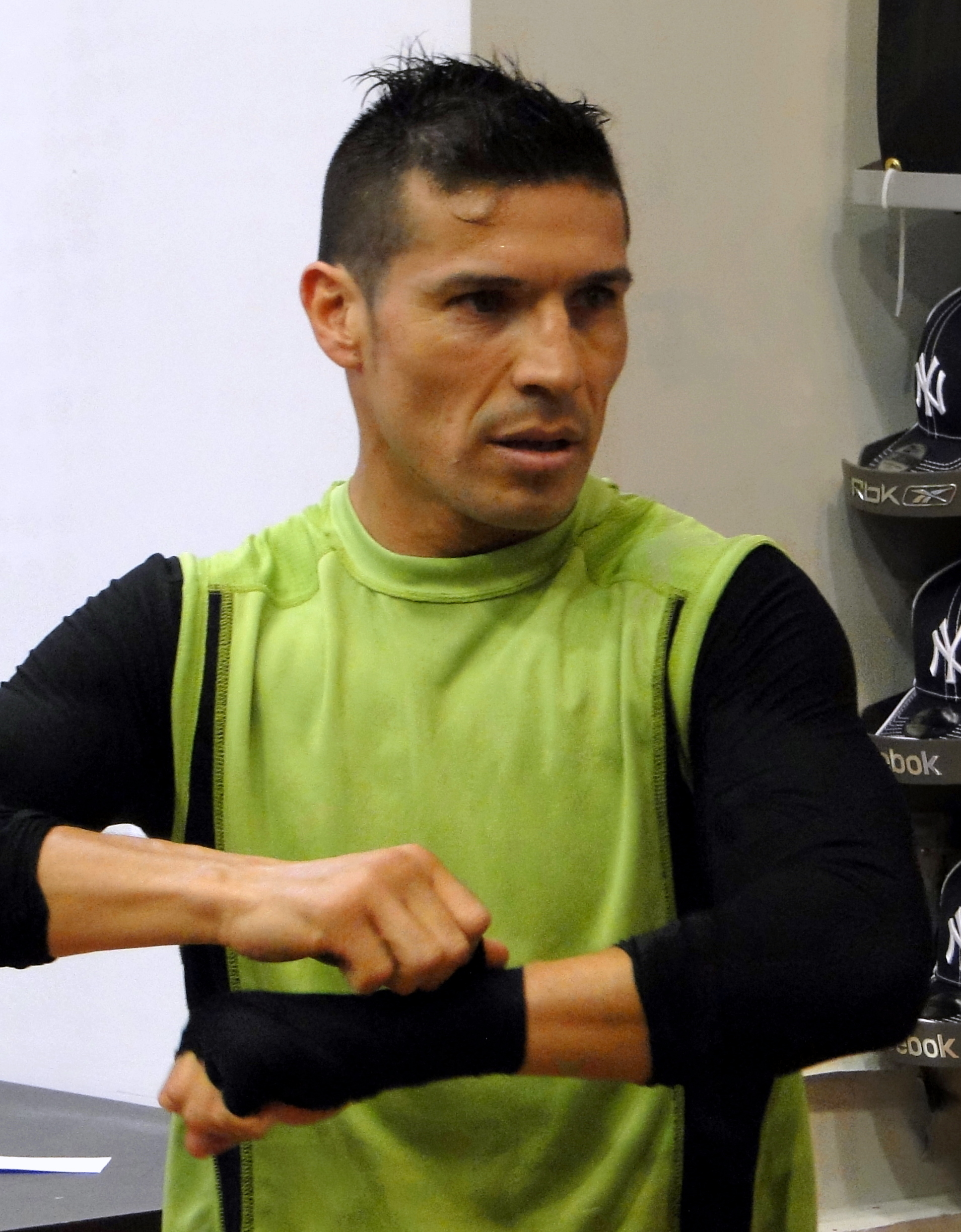
Sergio "Maravilla" Martínez, boxador argentí ex campió mundial de pes mitjà del CMB, va emigrar a Espanya durant la crisi econòmica argentina de 2001.
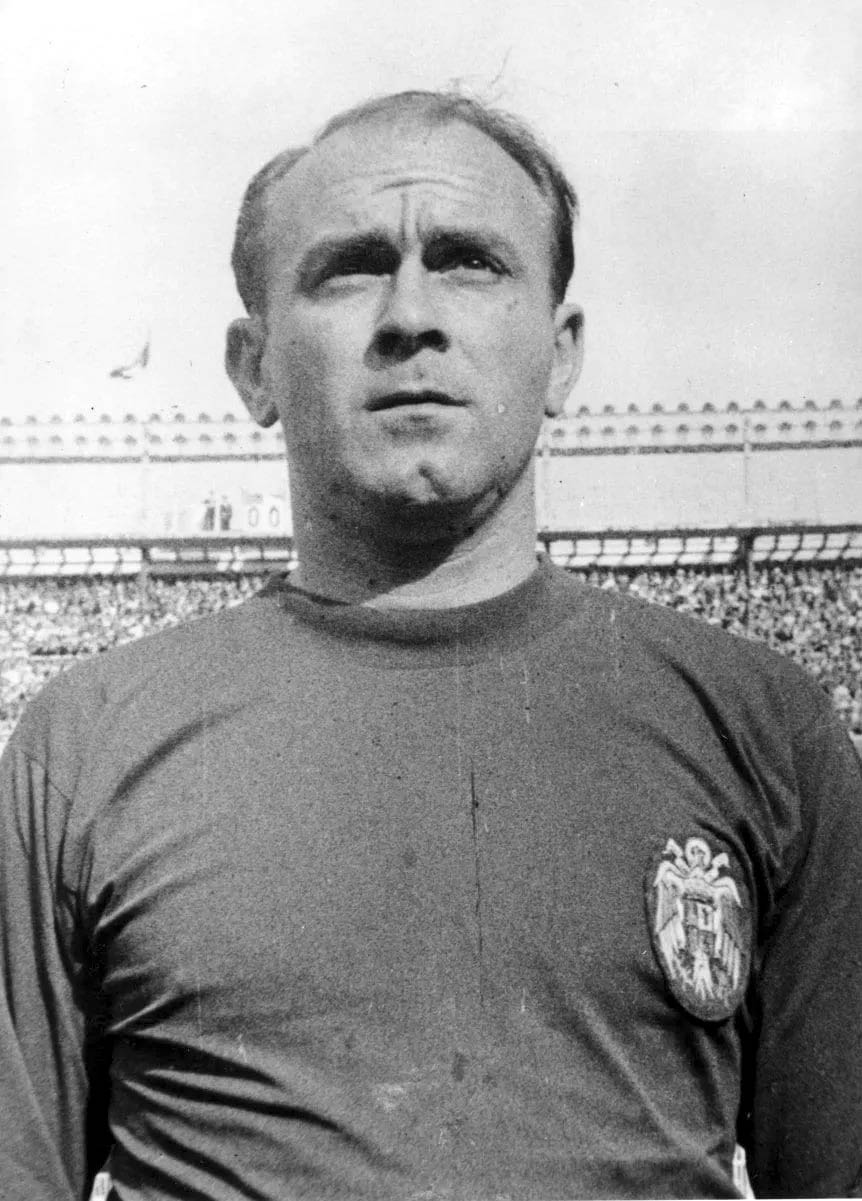
Alfredo Di Stéfano: futbolista que es va nacionalitzar ciutadà espanyol en 1956 i va viure a Espanya fins a la seva mort.
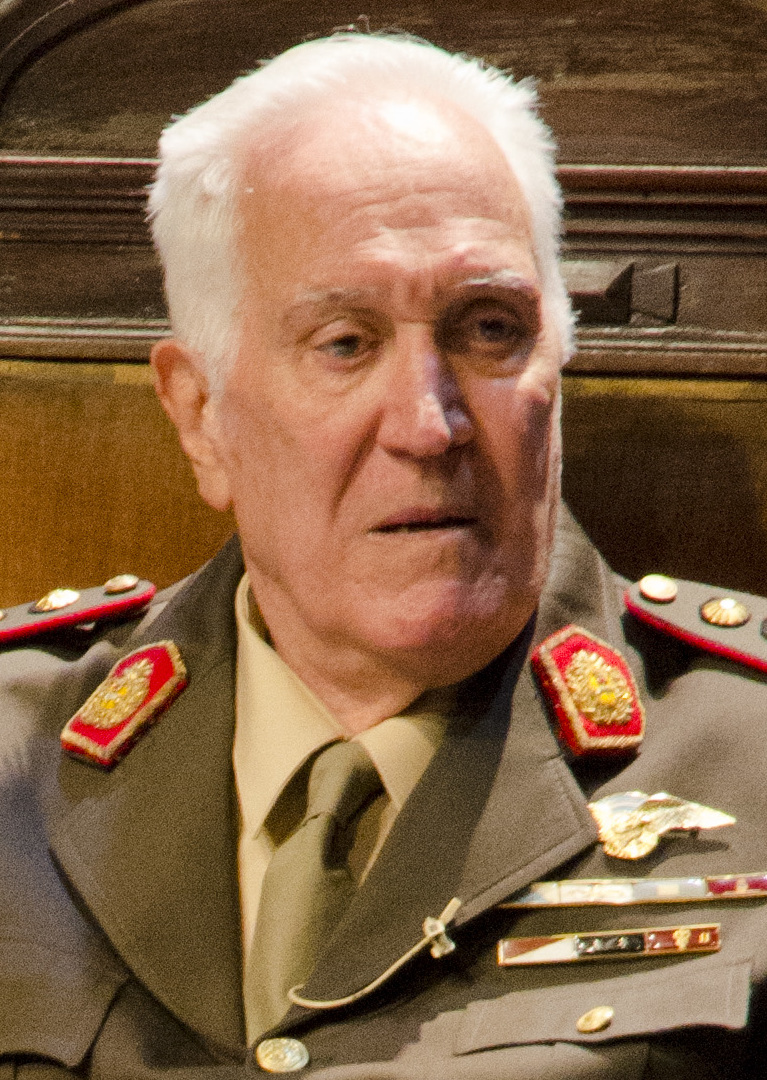
Federico Luppi: actor argentí que tenia també la ciutadania espanyola per carta de naturalesa. Va decidir radicar-se a Espanya en 2001, irat per la implantació del corralito.
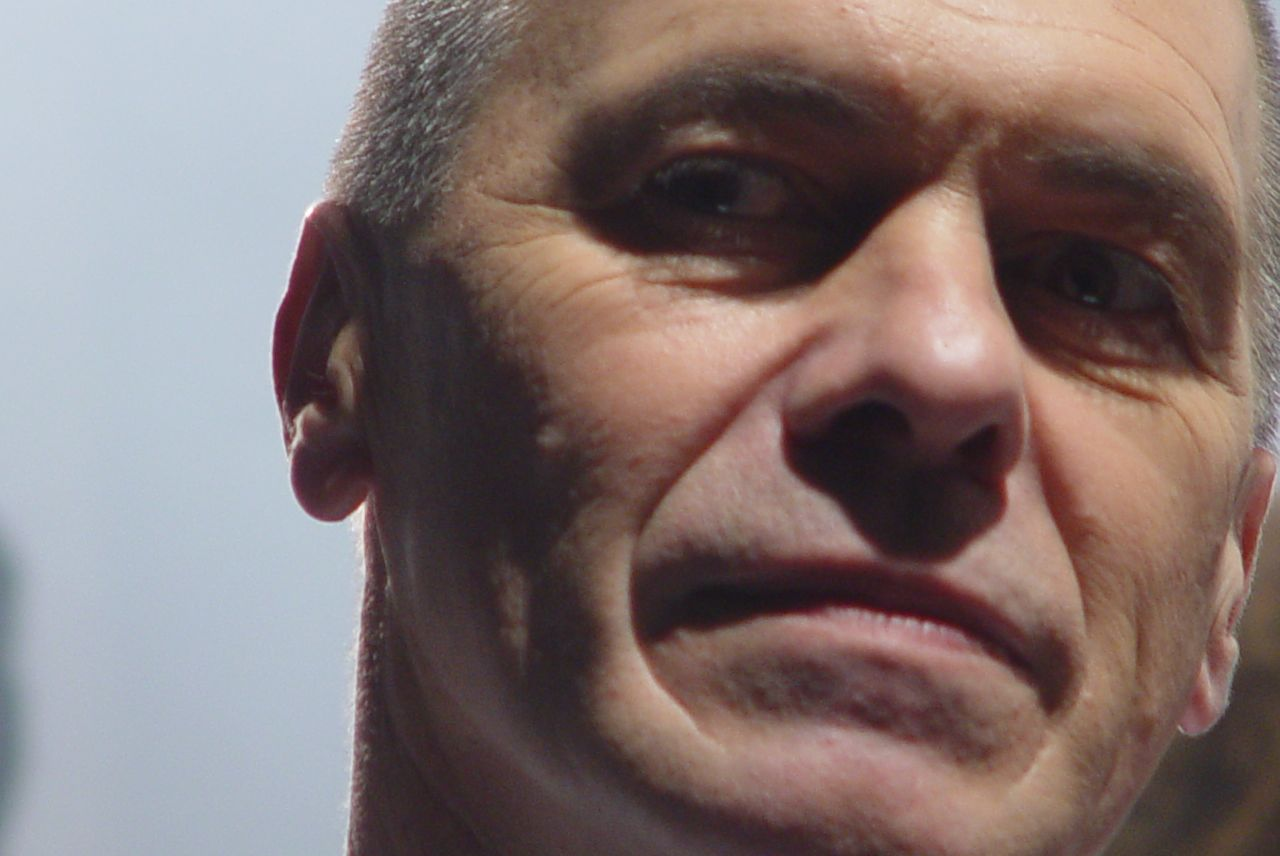
Miguel Ángel Solá: radica a Espanya des de 1999, sent un dels actors més destacats d'aquest país.
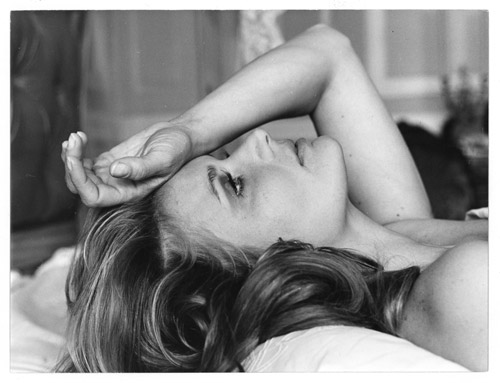
Chunchuna Villafañe: model publicitària, arquitecta i actriu exiliada a Madrid després de l'última dictadura militar argentina (1976).
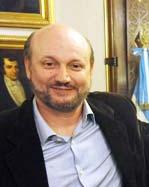
Juan José Campanella: cineasta argentí, qui va obtenir la nacionalitat espanyola.
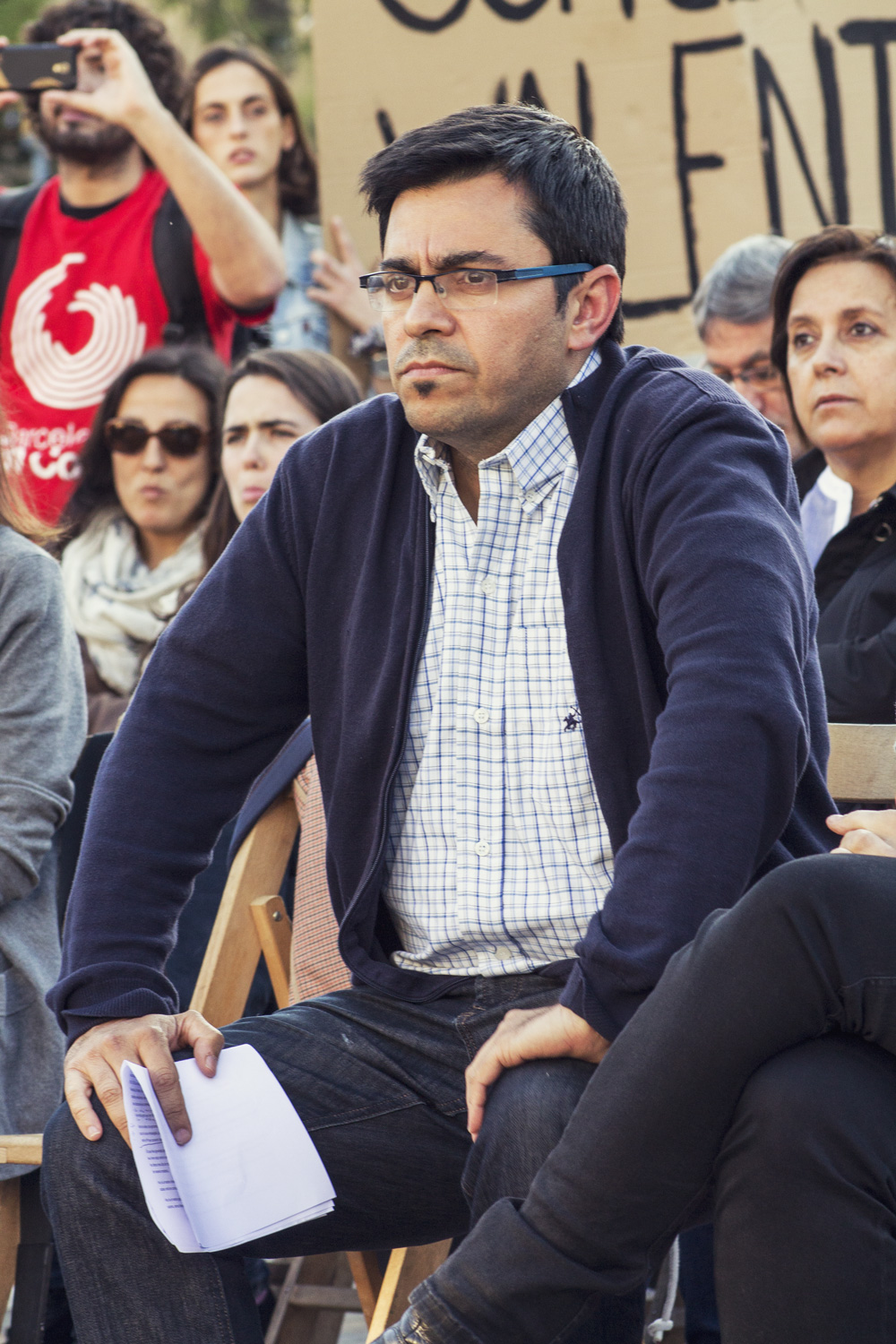
Gerardo Pisarello Prados: viu a Barcelona des de 2001. Secretari Primer en la Mesa del Congrés dels Diputats
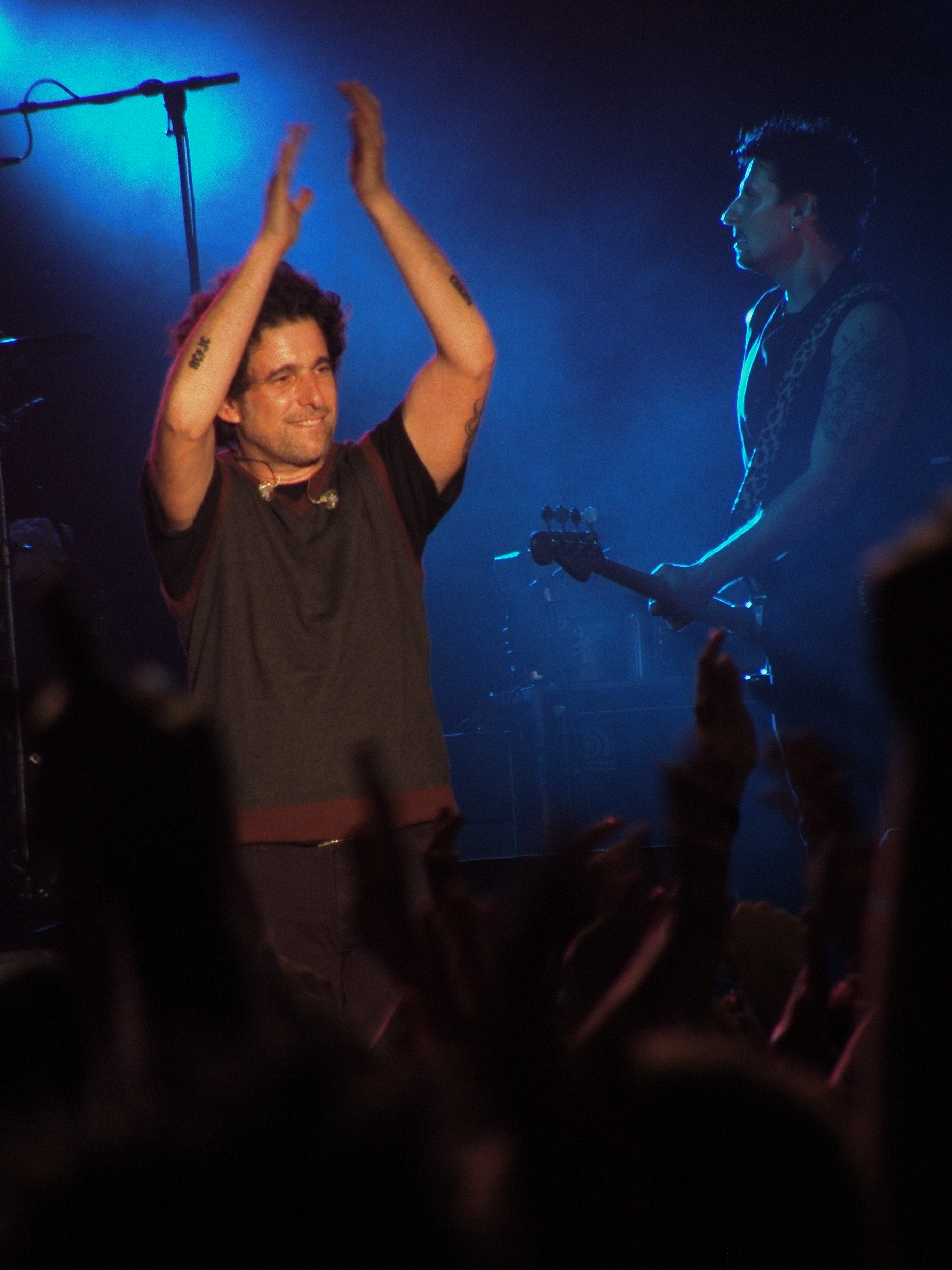
Andrés Calamaro: músic i compositor argentí, qui es va destacar a Espanya com a solista i com a membre del grup Los Rodríguez.
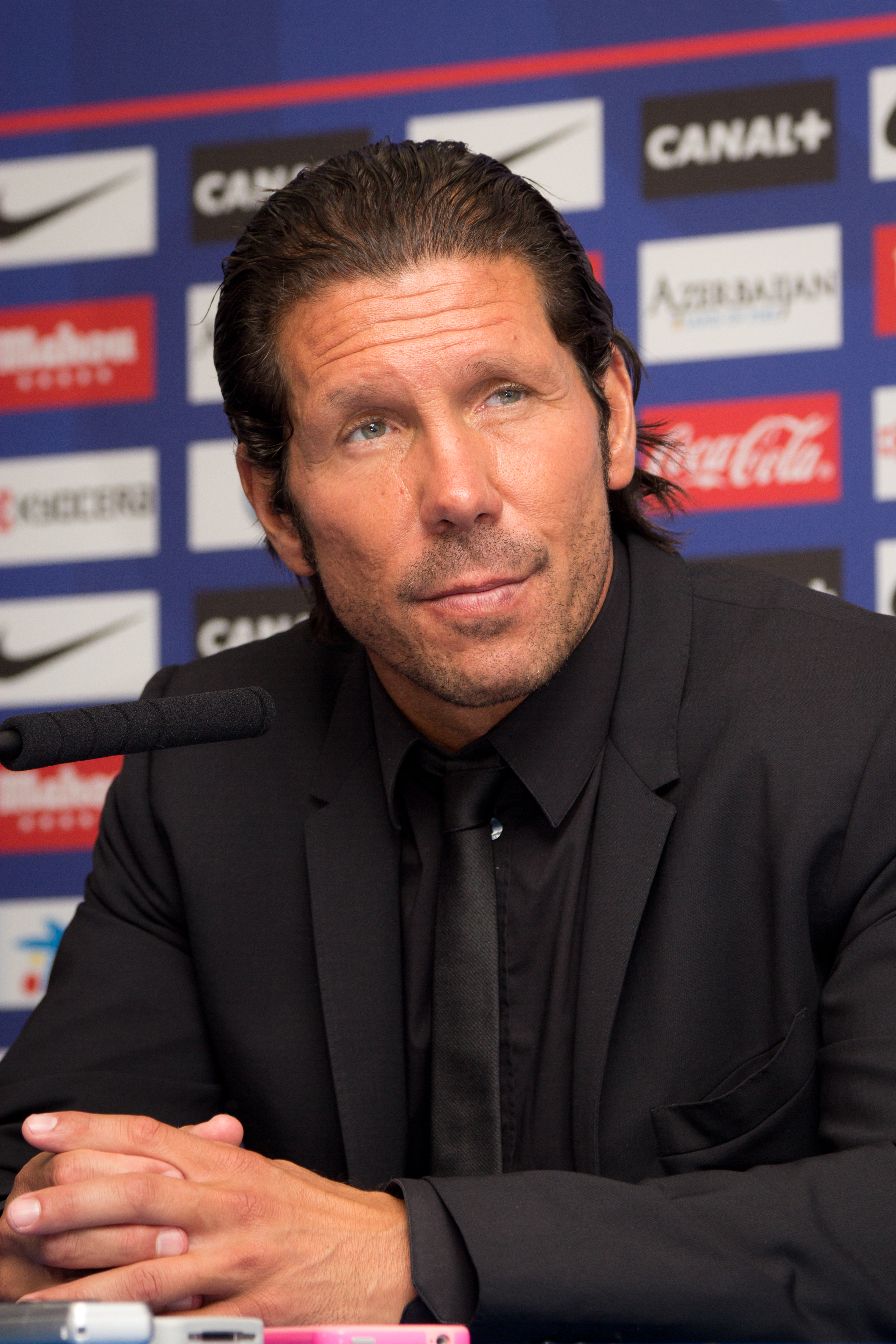
Diego Simeone: director tècnic argentí i entrenador més llorejat del Club Atlético de Madrid.
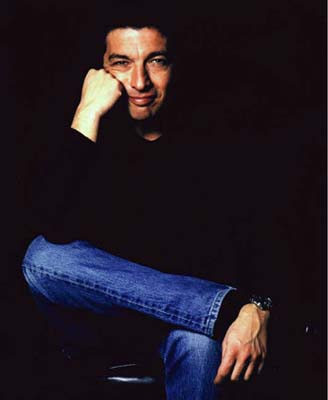
Ricardo Darín: multipremiat actor i director argentino. Ha treballat a Espanya i posseeix doble ciutadania.
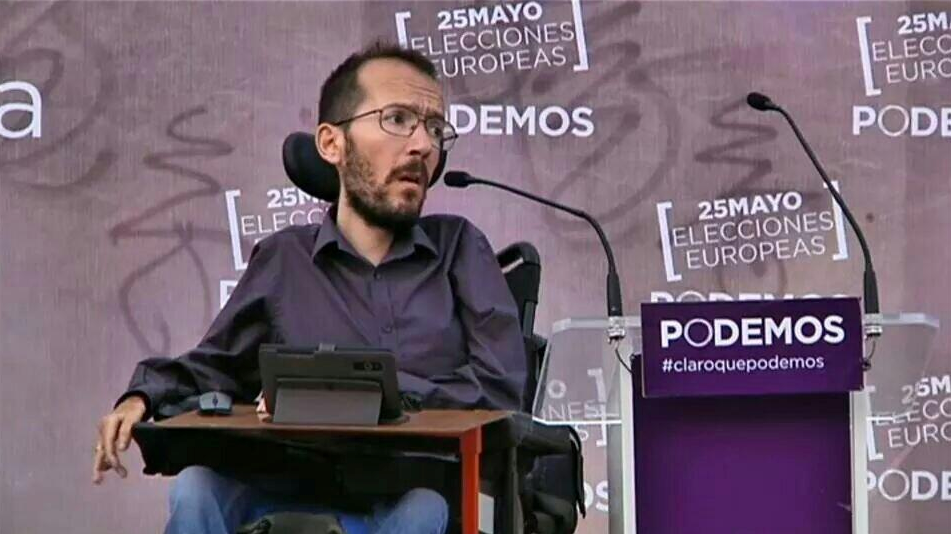
Pablo Echenique: antic secretari d’organització del partit Podemos, de origen rosarino va emigrar a Espanya amb 13 anys d’edat.
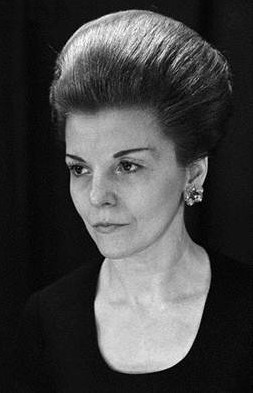
María Estela "Isabel" Martínez de Perón: expresidenta de la Nació Argentina.